# Christen Dalsgaard
Christen Dalsgaard (født 30. oktober 1824 på Krabbesholm, død 11. februar 1907 i Sorø) var en dansk kunstmaler og titulær professor ved Det Kongelige Danske Kunstakademi.
Dalgsaard viste sig allerede i en ung alder at have kunstnerisk talent, og hans opvækst i Skive ved Limfjorden har præget hans værker. Oprindelig blev han uddannet håndværksmaler, men blev i 1841 optaget på Det Kongelige Danske Kunstakademi i København, hvor han gik til 1847 og blev undervist af bl.a. C.W. Eckersberg. Sideløbende modtog han privat undervisning hos Martinus Rørbye. 
Inspiration
Han blev i 1844 inspireret af kunsthistorikeren Niels Laurits Høyens nationalromantiske idéer og opfordring til at male billeder af almuen. Høyens tanker gik imod samtidens fokus på at male motiver fra andre lande, særligt Italien, og Dalsgaard blev måske den maler, der mest konsekvent fulgte hans tanker. Han rejste ikke til udlandet, men skildrede i stedet det folkelige liv på landet i genremaleriet, der fik et klart historisk præg, idet hans motiver ofte var gamle skikke, dragter og erhverv. 
I 1847 havde han sin første udstilling på Charlottenborg, hvor han udstillede til sin død. I 1855 udarbejdede han den første af en række altertavler; den første til en kirke i hjembyen Skive. 
Gennembrud
|  |  | Hans gennembrud blev Mormoner på besøg hos en tømrer på landet (1856). Maleriet, der blev malet blot seks år efter de første missionærer kom til Danmark, udspiller sig i en landejendom, hvor en gruppe mennesker står rundt om et bord, mens de lytter til missionærens budskab. Maleriet blev doneret til Statens Museum for Kunst allerede i 1871. Andre markante værker er Landskab fra Limfjorden (1846), Bondedreng fra Salling med vadsæk (1847), En læsende pige fra Salling (1851), Snedkeren bringer kisten til det døde barn (1857), Blicher på heden i samtale med tatere (1866) og To kvinder aflægger besøg hos landsbykunstneren (1873). |

Hans værker er ud over Statens Museum for Kunst udstillet på Skive Kunstmuseum og i Kobberstiksamlingen. Christen Dalsgaards store samling af egnsdragter er udstillet på Nationalmuseet.
21. august 1857 blev han gift med Hansine Marie Hansen, og parret bosatte sig på Frederiksberg. Til deres omgangskreds hørte bl.a. Høyen, Constantin Hansen, Wilhelm Marstrand, P.C. Skovgaard, Vilhelm Kyhn, Godtfred Rump, Frederik Vermehren og Julius Exner.
Fra 1862 til 1892 underviste han i tegning ved Sorø Akademi. Her var han, til han i 1892 blev udnævnt til titulær professor ved Kunstakademiet. I 1878 udstillede han ved Verdensudstillingen i Paris. 
Af anerkendelser modtog han Neuhausens Præmie i 1859 og 1861 og Thorvaldsen Medaillen i 1861. Han blev Ridder af Dannebrog 1879 og Dannebrogsmand 1904.

## Billeder
| - Tegninger af Christen Dalsgaard - Ung strikkende pige i Sallingdragt, ser ud af et vindue, 1849 - Mand med hætteslag og høj hat, 1851 - En gammel eg ved Krabbesholm, 1878 - Illustration til De tre Helligaftener af St. St. Blicher, 1846-58 |

| - Andre værker af Christen Dalsgaard - Bondestue nær Store Heddinge, 1847 - En læsende ung pige fra Salling, 1851 - En ung jysk bondepige skriver vennens navn på den duggede rude, 1852 - En bindingsværkslænge ved Krabbesholm, 1853 - En fiskers soveværelse, 1853 - Et snedkerværksted, 1855 - Det indre af et udhus, 1856 - Stengangen på Sorø Akademi, 1871 - To kvinder besøger landsbykunstneren for at se det bestilte gravkors, 1873 - 'Per skal med mælk' Mellem 1842 til 1899 - Krabbesholm. Vinter Mellem 1839 og 1907 |